# Clunton
Clunton – wieś w Anglii, w hrabstwie Shropshire. Leży 35 km na południowy zachód od miasta Shrewsbury i 221 km na północny zachód od Londynu.